# 황어속
황어속(黃魚屬)은 잉어과에 속하는 물고기 속의 일종이다. 동아시아의 바다와 민물에서 발견되는 회유성 어류이다. 현재 4종이 기술되어 있다.

## 계통 분류
황어속과 가장 가까운 근연종은 시베리아와 중국의 민물에서 발견되는 아무르잉어(Pseudaspius leptocephalus)이다. 인두치(목니) 등의 형태학적 공통점 때문에 같은 속으로 간주하기도 한다. 분자 시계에 의하면 황어속은  플리오세 전기에 다른 잉어과 어류에서 분기한 것으로 보인다. 동해가 형성된 시기에 동해가 해수화됨에 따라서 내성을 획득해 간 것으로 추정된다. 황어속 중에서 황어가 가장 빨리 분기했고 나머지 3종이 서로 근연종이다.

## 하위 종
- 대황어 (T. brandtii) (Dybowski, 1872) - 북서태평양
- 황어 (T. hakonensis) (Günther, 1877) - 아시아(사할린섬, 일본, 한국, 러시아, 중국)
- T. nakamurai A. Doi & Shinzawa, 2000 - 일본
- 사할린황어 (T. sachalinensis) (A. M. Nikolskii, 1889) - 일본, 사할린섬